# مستر أولمبيا 1977
بطولة مستر أولمبيا 1977 هي النسخة الثالثة عشرة من بطولة مستر أولمبيا للمحترفين بكمال الأجسام، أقيمت نهائياتها في 11 نوفمبر 1977، بمدينة كولومبوس الأمريكية.

## نظرة عامة
فاز بالمنافسة هذا العام فرانك زين للوزن الخفيف، ولبطل الأبطال.

## النتائج الكاملة

### الوزن الثقيل (فوق 200 رطل (90.7 كغم))
| المركز | الاسم          | الدولة           |
| ------ | -------------- | ---------------- |
| 1      | روبي روبنسون   | الولايات المتحدة |
| 2      | كين وولر       | الولايات المتحدة |
| 3      | دينيس تينيرينو | الولايات المتحدة |
| 4      | روجر ووكر      | أستراليا         |

### الوزن الخفيف (تحت 200 رطل (90.7 كغم))
| المركز | الاسم        | الدولة           |
| ------ | ------------ | ---------------- |
| 1      | فرانك زين    | الولايات المتحدة |
| 2      | إد كورني     | الولايات المتحدة |
| 3      | بوير كو      | الولايات المتحدة |
| 4      | ألبرت بيكليس | إنجلترا          |
| 5      | بيل جرانت    | الولايات المتحدة |

### بطل الأبطال
| المركز | الاسم          | الدولة           | الجائزة المالية |
| ------ | -------------- | ---------------- | --------------- |
| 1      | فرانك زين      | الولايات المتحدة | 10,000 $        |
| 2      | روبي روبنسون   | الولايات المتحدة |                 |
| 3      | إد كورني       | الولايات المتحدة |                 |
| 4      | بوير كو        | الولايات المتحدة |                 |
| 5      | كين وولر       | الولايات المتحدة |                 |
| 6      | دينيس تينيرينو | الولايات المتحدة |                 |
| 7      | ألبرت بيكليس   | إنجلترا          |                 |
| 8      | بيل جرانت      | الولايات المتحدة |                 |